# 公答山
公答山是云南省临沧市沧源佤族自治县东部的一条山脉，呈东北-西南走向，属窝坎大山余脉，主峰位于勐来乡境内，最高海拔2,152米，面积12.1平方公里。植被为常绿阔叶林，宜牧。:55

## 资料来源
1. ↑  沧源佤族自治县地方志编撰委员会. . 昆明: 云南民族出版社. 1998年12月. ISBN 7-5367-1498-X.